# Laguna Amarga
La laguna Amarga es una pequeña laguna española localizada en la provincia de Córdoba, en el término municipal de Lucena, a unos 5 km de la pedanía de Jauja. Está situada  en la margen derecha del río Genil, y al sur de su afluente, el río Anzur . La laguna Amarga tiene una superficie de máxima inundación de 6 hectáreas,  está protegida desde 1984 y se encuentra declarada como Reserva Natural por la Ley 2/1989. La Zona de Protección Periférica tiene una banda perimetral de 750 m de anchura. Se trata de una laguna de aguas permanentes con una cuenca vertiente de 287 hectáreas y se estima que almacena 87.500 m³  de agua. Por otra parte, la laguna Dulce presenta una cubeta de 12 hectáreas y está ubicada 170 m al norte del vaso de la laguna Amarga, por lo que se encuentra incluida dentro de su zona de protección periférica. Es de carácter temporal, aunque antaño cuando se mantenía con agua fue usada como lugar de baño y recreo. En la década de 1970 la laguna Dulce fue drenada y destinada a cultivos agrícolas. Posteriormente los terrenos fueron adquiridos por la Administración Pública , quien la restauró en 1990 taponando su drenaje artificial, restableciendo así su régimen natural y sirviendo para la conservación de espacios protegidos.
El 5 de diciembre de 1989, las «lagunas del sur de Córdoba (Zóñar, Rincón y Amarga)» fueron declaradas sitio Ramsar (n.º ref. 446, con una superficie protegida conjunta de 86 ha).

## Origen y Geología
La laguna Amarga se encuentra a unos 365 metros sobre el nivel del mar. Al igual que el resto de las del sur de la provincia de Córdoba, está situada sobre margas, arcillas y evaporitas que afloran en la parte frontal de la cordillera Bética, cerca de la depresión del Guadalquivir. Los procesos kársticos y erosivos que actúan sobre estos materiales poco permeables favorecieron el desarrollo de estas zonas endorreicas cuyo llenado proviene de agua  de lluvia (laguna Dulce) y en el caso de laguna Amarga también de agua subterránea.

## El agua de Amarga y Dulce
Es llamativo el notable contraste entre las características químicas de las aguas de ambas lagunas, muy poco mineralizadas en la laguna Dulce y de carácter fuertemente salobre en la laguna Amarga. El agua de esta laguna es de sabor ligeramente amargo, y en otro tiempo se le atribuían poderes curativos. Era frecuente que personas con problemas en la piel viniesen de muy lejos a bañarse. 
Parece ser que el sulfato de magnesio que se encuentra disuelto en sus aguas en proporción relativamente alta, era el responsable de éste  supuesto poder curativo. Las lagunas Dulce y Amarga reciben sus aportes hídricos a partir de la precipitación directa sobre sus vasos lacustres, la escorrentía superficial y por aguas subterráneas.

## Interés para la conservación y regulación
La laguna Amarga se integra en la Red Europea Natura 2000, siendo Zona de Especial Protección para las Aves (ZEPA) y Zona Especial de Conservación (ZEC), junto con otras como Tíscar, Salobral, Rincón, Jarales y Zóñar. Estas zonas húmedas constituyen un lugar de descanso para las aves migratorias. Las lagunas Amarga y Dulce se encuentran incluidas desde 2006 en la Lista de Humedales Ramsar de Importancia Internacional.
Las Zonas Húmedas del Sur de Córdoba cuentan con un Plan de Ordenación de los Recursos Naturales que vela por la conservación de los valores ambientales, compatibilizando el resto de usos y actividades tradicionales de la zona. Está prohibida la pesca, el baño y determinadas actividades agrícolas precisan ser autorizadas.
Las Zonas Húmedas del Sur de Córdoba cuentan con un órgano consultivo llamado Patronato, en el cual se cuenta con la presencia de Ayuntamientos, grupos ecologistas y asociaciones relacionadas con el medio ambiente, propietarios de terrenos, investigadores y representantes de la Universidad de Córdoba, etc.